# Klasyfikacja fasetowa
Klasyfikacja fasetowa – analityczno-syntetyczna klasyfikacja polihierarchiczna, której kategorie klasy lub podklasy wynikają z zastosowania wielu różnych kryteriów podziału. Klasyfikacje fasetowe mogą być mono- lub wielorelacyjne.
W 1933 r. Shiyali Ramamrita Ranganathan zaproponował pierwszą klasyfikację fasetową – klasyfikację dwukropkową.
Klasyfikacje fasetowe pozwalają na przypisanie jednego obiektu do wielu kategorii. Porządek faset jest jasno określony: fasety wzajemnie się wykluczają i wspólnie wyczerpują różne aspekty metadanych obiektów.

## Klasyfikacje częściowo fasetowe
Klasyfikacjami częściowo fasetowymi nazywa się takie częściowo wyliczające języki klasyfikacyjne, w których słownictwo zorganizowane jest w strukturze monohierarchicznej, a słownictwo pomocnicze – w odrębnych drzewach klasyfikacyjnych monohierarchicznych. Klasyfikacjami częściowo fasetowymi są m.in. UKD i Klasyfikacja Dziesiętna Deweya.